# Alexandra Zhukovskaja
Alexandra Zhukovskaja, född 1842, död 1899, var en rysk adelskvinna. Hon var möjligen gift med storfurst Aleksej Aleksandrovitj av Ryssland. 
Hon tillhörde den ryska adeln, och anställdes som hovfröken hos kejsarinnan Maria Alexandrovna. Hon inledde ett förhållande med Aleksej Aleksandrovitj, och paret troddes allmänt ha gift sig i hemlighet omkring år 1870. Hon födde en son 1871. Tsaren tvingade dock paret att bryta sitt förhållande, och hon gifte om sig 1875. Det faktum att hon gifte om sig antas av vissa vara ett bevis på att hon aldrig gifte sig lagligt med Aleksej. 